# Frank C. Mars
Franklin Clarence Mars (* 24. September 1883 in Newport, Minnesota; † 8. April 1934 in Pulaski, Tennessee) war ein US-amerikanischer Unternehmer und der Erfinder einiger bekannter Schokoriegel, darunter Milky Way und Snickers.

## Leben
1911 begann er gemeinsam mit seiner Frau Ethel in Tacoma, Washington, mit der Produktion von Süßwaren. Die Riegel mit Karamellcreme wurden zunächst in der heimischen Küche hergestellt. 1920 gründete Mars in Minnesota die Firma Mar-O-Bar Co. Mars änderte 1922 den Firmennamen in Mars Incorporated und brachte 1923 den Schokoriegel Milky Way auf den Markt, der großen Erfolg hatte. Weitere beliebte Schokoriegel folgten, 1930 Snickers und 1937 der 5 cent Three Musketeers, der drei Riegel mit unterschiedlichem Geschmack beinhaltete.
Mars kaufte in Pulaski einige kleine Farmen und baute auf dem Gelände seine Farm Milky Way, auf der er Vieh- und Pferdezucht betrieb.

## Nachfahren
Laut Handelsblatt vom 8. September 2022 sind die Nachfahren, die derzeit im Besitz des Konzerns Mars Incorporated sind, mit einem Vermögen von 141,9 Milliarden US-Dollar die viertreichste Familie der Welt.